# Johnny Messner
Pour les articles homonymes, voir Messner.
Johnny Messner est un acteur américain, né le 11 avril 1970 à Syracuse, New York (États-Unis).

## Filmographie
- 1998 : Haine et Passion (The Guiding Light) (série télévisée) : Rob Layne
- 1999 : Angel (série TV) : Kevin (saison 1, épisode 2)
- 2000 : Septembre en fête (Dancing in September) : Officer Jenkins
- 2001 : Operation Delta Force 4: Deep Fault : Vickers
- 2001 : Friends (série télévisée) : Kash
- 2002 : Allumeuses ! (The Sweetest Thing) : Todd
- 2003 : Les Larmes du soleil (Tears of the Sun) : Kelly Lake
- 2003 : Finding Home : Nick
- 2004 : Spartan : Grace
- 2004 : DKNY Road Stories
- 2004 : Mon voisin le tueur 2 (The Whole Ten Yards) : Zevo
- 2004 : Anacondas : À la poursuite de l'orchidée de sang (Anacondas: The Hunt for the Blood Orchid) : Bill Johnson
- 2004 : Our Time Is Up : Playboy
- 2005 : Otage (Hostage) : Mr. Jones
- 2005 : One Last Thing... (en) d'Alex Steyermark : Jason O'Malley
- 2005 : Newport Beach : Lance Baldwin (saison 2)
- 2006 : La Peur au ventre (Running Scared) : Tommy "Tombs" Perello
- 2006 : Killer Instinct (série télévisée) : Detective Jack Hale
- 2006 : Bottoms Up : Tony the Limo Driver
- 2007 : Judy's Got a Gun (TV) : Gavin Lynch
- 2007 : Believers (vidéo) : David Vaughn
- 2008 : New York, unité spéciale (Law and Order: Special Victims Unit) : Lowell Harris (saison 9, épisode 15)
- 2009 : Ultime Combat : Ring of Death : Burk Wyatt
- 2010 : Lettres à un soldat : Vince Carerra
- 2010 : Cold Case : Affaires classées (saison 7, épisodes 18, 19 et 20) : Ryan Cavanaugh
- 2011 : Arena : Kaden
- 2011 : Les Experts Las Vegas : Frank Cafferty
- 2012 : She Wants Me : John
- 2012 : Kill'em All : Gabriel
- 2013 : Officer Down : McAlister
- 2017 : Jane the Virgin  : Chuck Chesser
- 2018 : Esprits criminels : Jeremy Grant (saison 14, épisode 6)
- 2018 : Alone We Fight de Justin Lee : Capitaine Hank Kedry
- 2020 : Anti-Life (Breach) de John Suits : Blue
- 2022 : Detective Knight: Rogue de Edward John Drake : Brigga

## Vie privée
Johnny Messner est en couple avec l'actrice Kathryn Morris, connue pour son rôle de Lilly Rush dans Cold Case : Affaires classées. Le couple a accueilli des jumeaux en aout 2013.